# ポーター賞
ポーター賞（ポーターしょう）は、一橋大学大学院経営管理研究科が運営する賞。イノベーションにより高い収益性を実現している企業に贈られる。ハーバード大学のマイケル・ポーター教授の一橋大学への貢献に感謝し、同教授の競争戦略理論の普及のため2001年に創設された。

## 運営
- アドバイザリーボード[4]
  - マイケル・ポーター（ハーバード大学教授）[4]
  - 竹内弘高（一橋大学名誉教授/ハーバード大学教授）[4]
- 審査委員会[4]
  - 匿名の学識者[4]
- 運営委員会[4]
  - 大薗恵美（一橋大学大学院経営管理研究科教授）[4]
  - 楠木建（一橋大学大学院経営管理研究科教授）[4]
  - 野間幹晴（一橋大学大学院経営管理研究科准教授）[4]
- 協賛企業[4]
  - 三菱UFJモルガン・スタンレー証券株式会社[4]
  - 株式会社ピー・アンド・イー・ディレクションズ[4]

## 歴代受賞者

### 2001年度
- マブチモーター株式会社
- 松井証券株式会社
- キヤノン株式会社レンズ事業部
- HOYA株式会社

### 2002年度
- アスクル株式会社
- 武田薬品工業株式会社
- オリックス株式会社一般ファイナンス事業部

### 2003年度
- 株式会社駿河銀行
- 株式会社セブン-イレブン・ジャパン
- トレンドマイクロ株式会社
- 株式会社シマノバイシクルコンポーネンツ事業部

### 2004年度
- 大同生命保険株式会社
- フェニックス電機株式会社

### 2005年度
- 大洋薬品工業株式会社
- 株式会社バンダイ
- 株式会社ベネッセコーポレーション教育事業グループ
- 株式会社堀場製作所エンジン計測システム機器事業

### 2006年度
- 株式会社ガリバーインターナショナル
- ブックオフコーポレーション株式会社
- 日本電産株式会社精密小型モータ事業

### 2007年度
- カイハラ株式会社
- マルホ株式会社
- 株式会社良品計画

### 2008年度
- オイシックス株式会社
- 東海バネ工業株式会社
- マニー株式会社

### 2009年度
- プロパティデータバンク株式会社
- 株式会社ポイント
- 株式会社パーク・コーポレーション青山フラワーマーケット事業
- 株式会社ファーストリテイリングユニクロ事業

### 2010年度
- キリンビール株式会社
- 株式会社ぐるなび
- テルモ株式会社心臓血管カンパニーカテーテルグループ

### 2011年度
- 株式会社小松製作所建設機械・車両事業
- 三菱レイヨン株式会社MMA事業体
- 株式会社Plan・Do・Seeブライダル部門
- スター・マイカ株式会社中古マンション事業

### 2012年度
- 味の素ファインテクノ株式会社電子材料事業部
- 株式会社クレディセゾンクレジットカード事業
- 株式会社東京糸井重里事務所
- 株式会社リクルートライフスタイル旅行営業統括部（じゃらんnet）

### 2013年度
- 株式会社伊藤園
- 株式会社カカクコム価格.com事業
- 三菱商事・ユービーエス・リアルティ株式会社インダストリアル本部（産業ファンド投資法人）
- 株式会社ユナイテッドアローズ

### 2014年度
- YKK株式会社ファスニング事業
- 株式会社星野リゾート
- 株式会社スタートトゥデイ
- 株式会社アイスタイル

### 2015年度
- 株式会社IBJ
- 株式会社カネカカネカロン事業部
- 株式会社中川政七商店
- 新生プリンシパルインベストメンツ株式会社

### 2016年度
- 前田工繊株式会社インフラ事業
- 株式会社丸井グループカード事業
- 株式会社オープンハウス戸建事業部
- ピジョン株式会社ベビー・ママ用品事業

### 2017年度
- 株式会社カチタス
- 株式会社ネットプロテクションズ
- 株式会社プロシップ
- キュービーネットホールディングス株式会社

### 2018年度
- ほけんの窓口グループ株式会社
- 株式会社MonotaRO
- RIZAP株式会社ボディメイク事業
- トラスコ中山株式会社

### 2019年度
- 株式会社ワークマン
- UTグループ株式会社マニュファクチャリング部門（UTエイム株式会社）
- エン・ジャパン株式会社中途求人メディア事業部
- エレコム株式会社

### 2020年度
- 株式会社トリドールホールディングス丸亀製麺事業（株式会社丸亀製麺）
- 株式会社ミルボン
- 株式会社ヤッホーブルーイング
- 楽天銀行株式会社

### 2021年度
- 株式会社カインズ
- 株式会社クラシコム
- 株式会社ジンズホールディングス

### 2022年度
- アクセンチュア株式会社
- 株式会社SHIFT
- 東京エレクトロン株式会社
- ルネサスエレクトロニクス株式会社

### 2023年度
- アイリスオーヤマ株式会社
- 地主株式会社
- 株式会社ビズリーチ
- ユニ・チャーム株式会社